# Otelixizumab
L'otelixizumab è un anticorpo monoclonale progettato per il trattamento del diabete mellito di tipo 1 e di altre malattie autoimmuni. È sviluppato dalla casa farmaceutica Tolerx in collaborazione con la GlaxoSmithKline, ma viene materialmente prodotto da Abbott Laboratories.
Rientra nell'isotipo IgG1 e possiede una componente chimerica e una umanizzata.

## Meccanismo d'azione
Ha per target molecolare la catena epsilon del recettore per CD3, componente del T-cell receptor espresso sulla superficie dei linfociti T, coinvolto nei meccanismi di segnalazione cellulare. L'anticorpo blocca l'attività citotossica delle cellule T attivate, bloccando dunque il processo autoimmune di distruzione delle cellule beta nelle isole di Langerhans, produttrici di insulina; al contempo, l'otelixizumab pare stimolare le popolazioni di cellule T deputate a limitare l'effetto delle cellule omologhe ma con funzione citotossica.

## Efficacia
Alcuni studi clinici giunti alla fase II, vertenti su pazienti con diabete mellito insulino-dipendente, hanno confermato la capacità dell'otelixizumab di proteggere dalle reazioni autoimmuni gli isolotti beta del pancreas, deputati alla produzione di insulina; dal dosaggio del peptide C e della glicemia, si è notato un complessivo miglioramento della funzionalità pancreatica dopo 18 mesi di trattamento con l'anticorpo.
Tuttavia altre sperimentazioni, giunte in fase III, non hanno dimostrato con certezza l'efficacia dell'anticorpo nel controllare i livelli di glicemia in maniera migliore rispetto al placebo.